# Tarnóczy Mátyás
Lelóci és jezernecei Tarnóczy Mátyás (Alsólelóc, 1605 körül – Velehrad, 1655. augusztus 30.) római katolikus pap, nyitrai őrkanonok, esztergomi kanonok, zalavári apát, csanádi püspök, váci püspök, csanádi prépost.

## Élete
Lelóczi és jezerneczei Tarnóczy  Mátyás született a nyitramegyei Alsólelócon, 1605 körül vagy 1615 körül született. Édesapja, Tarnóczy János szolgabíró, édesanyja Viszocsányi Ilona volt. A filozófiát Olmützben végezte, és 1636. augusztus 12-én avatták baccalaureussá avatták. A teológiát a bécsi Pazmaneumban végezte. Az egyházi rendeket 1630. február 27-én vette föl Nagyszombatban. Első miséjét március 6-án  mutatta be Nyitrán. Ekkor már nyitrai őrkanonok volt. Mint kanonok vezette a Nyitra melletti köröskényi plébániát, és visszaszerezte az evangélikusoktól a  templomot. Lippay György esztergomi érsek 1640. október 23-án esztergomi kanonokká és a nagyszombati papnevelő intézet lelki igazgatójává nevezte ki. 1644-ben engedélyt kért arra, hogy Rómába zarándokolhasson. Ekkor az  Oltáriszentség oltárának rektora is volt. December 13-án megkapta a szenttamási prépostságot, később pedig a zalavári apátságot.
Hosszútóthy László  halála  után,  1648.  április  20-án  szepesi  prépost  és  csanádi püspök  lett.  A  római  szentszék  1650.  április  4-én  erősítette meg kinevezését, és  Lippay  prímás  szeptember  18-án  püspökké  szentelte  Nagyszombatban,  a  jezsuiták  templomában. Tarnóczy  igen  buzgó  főpap  volt.  Egyházmegyéjét személyesen  akarta  meglátogatni,  még  pedig, hogy a törökök részéről fenyegető  veszedelmeket  elkerülje,  a  ferences szerzetesek ruhájában.  Csak  barátjai  rábeszélésére  állott  el a tervétől. III. Ferdinánd magyar király  1650.  december  28-án  váci  püspökké,  1653-ban  pedig  pozsonyi  préposttá  nevezte  ki.  A  váci  egyházmegye ugyancsak szenvedett a  török  iga  alatt,  akár  a  csanádi,  tehát  Tarnóczy  ide  sem  jöhetett, így  Császár  János  nógrádi plébánost  nevezte ki jószágkórmányzójává  és  helyettesévé.  A helynök a kecskeméti  haszonbérekről szóló nyugtát  így  állította  1651.  május  13-án:  »Én  Szegedi  Császár János  pap,  Nógrádi  plébános,  Váczi  Püspök  és  Szepesi  Prépost Tarnóczy  Mátyás  Uram  Eőnagysága  Vicáriusa,  Jószághának  Gongyaviselője és Árendátora.»  Tarnóczy  ekkor még Nagyszombatban lakott;  szeptember  10-ről  innen  ad  helynökének  utasítást  a  püspökség  uradalmainak  igazgatására  nézve.  Azonban  később Nógrádba jött,  mert  1652.  március  1-ji  dátummal  itt  írta  alá  a  váci püspökség  öt  vármegyében  lévő tizedeinek lajstromát.  A következő években  Korompay Péter  pozsonyi, majd  esztergomi kanonok volt püspöki  helynöke  és  tizedeinek  meg  javadalmainak  haszonbérlője, aki  1653-ban  elkészítette  a  püspöki  javak  urbáriumát.  1654.  május 30-án  ő  állította  ki  a  kecskemétieknek a tizedről  szóló nyugtát, 1655. május  31-én  oltárkövet  szentelt  a  szegedi  ferencesek  temploma  számára  és  augusztus  13-án  elrendelte  a  jubileumi  búcsú  kihirdetését.
A  váci  egyházmegyében  akkora  volt  a  paphiány,  hogy az  1638.  évi  zsinatra  összegyűlt  főpapokat maga  Esterházy Miklós  nádor  kérte,  hogy  küldjenek  ide  papokat  a  szegény  elhagyatott nép  gondozására.   Lippay  György  prímás  pedig  fölszólította 1654-ben  Tarnóczyt,  hogy  küldjön  egyházmegyéjéből  néhány  ifjút a  nagyszombati  papnevelő  intézetbe.  Erre  a  püspök  panaszkodva  azt  válaszolta,  hogy  bár terjedelmes egyházmegyéjében már  csak  öt  katolikus  plébános  van;  de  mivel  csak  három  helyről kap  tizedet,  jövedelme  oly  csekély,  hogy  önmaga  is  alig  képes állásához  méltóan  megélni,  és  azért  ezt a  kívánságot  nem  teljesítheti.  Azonban  az  ifjúság  neveléséről  gondoskodott az  által,  hogy  1653-ban  a  Wesselényi Anna  által alapított kluknói és  a  Zápolyaiak  által  alapított  szepeshelyi  kápolna  javadalmait  a jezsuitáknak  adta  azzal  a  kötelezettséggel,  hogy  az  ifjúságot  katolikus  szellemben  neveljék.  Ezen  alapítólevelekből  kitűnik  az  is,  hogy szentszékileg  megerősített  váci  püspök  volt.
Tarnóczy  papi  buzgóságának  esett  áldozatául.  Tragikus  halálát  a  viszocsányi  kastélyban  lévő  arcképére  írt  emléksorok  így  beszélik  el:  1655. augusztus  17-én  eljött  a  ciszterciták  velehradi  (Morvaország)  kolostorába,  ahol  Clairvaux-i Szent Bernát  ünnepén  misézett.  A  következő  napon  elbúcsúzott  a  szerzetesektől  és  Salix János  apáttól  kísérve,  elutazott  Polcsovics  falu  felé.  De  egyszerre megvadultak  a  lovak,  a  kocsi  rúdja  eltörött  és  kereke  széthullott. A  faluban  nem  tudtak  alkalmas  kereket  kapni,  tehát  a  klastromból kértek  új  szekeret  és  azon  visszahajtattak Velehradra.  Másnapra volt kitűzve  a  nagy  jubileumi  búcsú  megünneplése.  Tarnóczy  látva  az egybegyűlt  nagy  sokaságot,  elhatározta,  hogy  a  bérmálás  szentségét is  kiszolgáltatja.  Eközben  erős  láz  fogta  el,  környezete  kérte,  hogy hagyja  abba  tevékenységét,  de  ő  nem  engedett  és  azért  még rosszabbul  lett.  Szent  Ágoston  napján  arra  kérte  az  apátot,  hogy mondjon  érette  szentmisét.  Ezalatt  kétszer meggyónt, ugyanannyiszor feloldoztatott  a  jubileumi  formula  szerint  és  fölvette  az  utolsó kenet szentségét.  Végül  augusztus  30-án,  esti  7  órakor,  húsznál  több  vele-hradi  szerzetes  jelenlétében  kiadta  lelkét.  Az  általa  kiválasztott  helyen,  az  apátok  között  temették el. A  hálás  jezsuiták  is  állítottak  neki  emlékkövet  a  szepesi székesegyházban. Végrendelete  szerint  a  prímásnak  3  hordó  liszkai  bort  és  két hímzett  erszényt  hagyott;  a  jezsuitáknak  a  pozsony megyei  Mászt falut,  4000  forint  készpénzt,  2000  forint  alapítványt  egy Nyitramegyei  konvertita  ifjú  nevelésére  és  borokat  hagyományozott.  Egyéb  természetben  lévő  hagyatékát  a  szegények,  szerzetesházak és papneveldék között  osztották  szét.  A  szepesi  prépostok  névsorának egy kézirata a  következőképen  jellemzi  Tarnóczyt:  »Az  Istennel  való  ritka egyesülés  és  mély  alázatosság  férfia  volt,  ki  a császár  által  neki  felajánlott  esztergomi  érsekséget  elfogadni  nem  akarta.«